# بریگاد سوئد
بریگاد سوئد (به سوئدی: Svenska brigaden، فنلاندی: Ruotsalainen prikaati) یک واحد شبه نظامی متشکل از ۴۰۰ داوطلب سوئدی برای کمک به گارد سفید در طول جنگ داخلی فنلاند در سال ۱۹۱۸ بود. این تیپ بین ۲۸ مارس و ۶ آوریل در نبرد تامپره شرکت کرد. ۳۴ نفر از اعضای بریگاد سوئدی در این عملیات کشته و ۵۰ نفر مجروح شدند. اعضای قابل توجه شامل باستان‌شناس اکسل بوتیوس و اولوف پالمه مورخ که در تامپره کشته شد.
گمان می‌رود که داوطلبان سوئدی معاون نخست‌وزیر استونی، یوری ویلمز را کشته‌اند. ویلمز برای دستوراتی به فنلاند سفر کرده بود تا بتواند کشور تازه مستقل خود را به رسمیت بشناسد، اما ناپدید شد. بر اساس خاطرات جنگ بریگاد سوئد، آن‌ها سه استونیایی را در روستای هاوهو در ۲ مه اعدام کردند. یکی از آن‌ها را «خوش‌پوش» توصیف کردند و مقدار زیادی پول حمل می‌کرد.

## بن مایه
1. ↑  «MANNERHEIM - War of Independence - Swedish Brigade». www.mannerheim.fi. دریافت‌شده در ۲۰۲۲-۰۱-۱۵.
2. ↑  "Ruotsalaisen sivistyksen puolesta barbariaa vastaan – ruotsalainen prikaati lähti Suomen sisällissotaan sankariteot mielessä, mutta ne hautautuivat Kalevankankaan veriseen lumeen". Yle Uutiset (به فنلاندی). 2021-10-04. Retrieved 2022-01-15.
3. ↑  "Olof Palme (1884 -1918). Mannen som kunde ha blivit en svensk fascistledare". DN.SE (به سوئدی). 1995-11-26. Retrieved 2022-01-15.
4. 1 2  «Kas Jüri Vilmsi hukkasid rootslased?». Eesti Ekspress. دریافت‌شده در ۲۰۲۲-۰۱-۱۵.